# Fukuda Masahiro
Fukuda Masahiro (sinh ngày 27 tháng 12 năm 1966) là một cầu thủ bóng đá người Nhật Bản.

## Đội tuyển bóng đá quốc gia Nhật Bản
Fukuda Masahiro thi đấu cho đội tuyển bóng đá quốc gia Nhật Bản từ năm 1990 đến 1995.

## Thống kê sự nghiệp
| Đội tuyển bóng đá Nhật Bản | Đội tuyển bóng đá Nhật Bản | Đội tuyển bóng đá Nhật Bản |
| Năm                        | Trận                       | Bàn                        |
| -------------------------- | -------------------------- | -------------------------- |
| 1990                       | 5                          | 0                          |
| 1991                       | 2                          | 0                          |
| 1992                       | 8                          | 3                          |
| 1993                       | 15                         | 3                          |
| 1994                       | 0                          | 0                          |
| 1995                       | 15                         | 3                          |
| Tổng cộng                  | 45                         | 9                          |